# Pico Alto
Pico Alto es el nombre que recibe la montaña más alta del estado de Ceará en el norte del país suramericano de Brasil, El pico se eleva hasta los 1.114 metros sobre el nivel del mar (3.655 pies). Se encuentra ubicado en la ciudad de Guaramiranga, y es parte de la Sierra de Baturité (Serra de Baturité).